# C.F. Estrela da Amadora
Club Football Estrela Amadora SAD, thường được gọi là Estrela Amadora (phát âm tiếng Bồ Đào Nha: [ɨʃˈtɾelɐ ðamɐˈðoɾɐ]) hay đơn giản là Estrela, là một câu lạc bộ thể thao chuyên nghiệp Bồ Đào Nha (chủ yếu hoạt động về bóng đá) có trụ sở tại Amadora, phía tây bắc Lisbon. Đội hiện đang thi đấu ở Primeira Liga, sau khi giành quyền thăng hạng từ Liga Portugal 2 mùa giải 2022–23.
Câu lạc bộ là sự kế thừa của Clube de Futebol Estrela da Amadora. Clube de Futebol Estrela da Amadora được thành lập vào năm 1932 và đã ngừng hoạt động vào năm 2011 do vấn đề tài chính và phá sản. Câu lạc bộ được thành lập vào tháng 7 năm 2020, khi Clube Desportivo Estrela sáp nhập với Club Sintra Football và thay thế đội này ở giải hạng ba Campeonato de Portugal. C.F. Estrela da Amadora thi đấu trận sân nhà tại sân vận động José Gomes.

## Lịch sử
Sau khi Clube de Futebol Estrela da Amadora đóng cửa vào năm 2011, một nhóm người ủng hộ đã thành lập Clube Desportivo Estrela nhằm lưu giữ di sản, các đội trẻ và các môn thể thao khác của câu lạc bộ ban đầu.
Năm 2018, Clube Desportivo Estrela đã thành lập một đội bóng cao cấp, thi đấu ở giải vô địch khu vực của Hiệp hội bóng đá Lisbon. Vào tháng 7 năm 2020, các thành viên của câu lạc bộ đã bỏ phiếu 92% ủng hộ về việc sáp nhập với Club Sintra Football, và nhận lấy vị trí của đội này ở giải hạng ba Campeonato de Portugal. Thay vì dùng tên Clube de Futebol Estrela da Amadora, câu lạc bộ có tên chính thức là Club Football Estrela da Amadora và André Geraldes được chỉ định làm Chủ tịch. Biểu tượng ban đầu của Clube de Futebol Estrela da Amadora đã được chọn để sử dụng. Mùa giải đầu tiên của câu lạc bộ kết thúc với việc đội thăng hạng, mặc dù thua trận chung kết play-off 1–0 trước C.D. Trofense. Câu lạc bộ không giành được vinh dự của bất kỳ câu lạc bộ tiền nhiệm nào (Clube de Futebol Estrela da Amadora, Clube Desportivo Estrela và Club Sintra Football), do đó thực chất đây là một câu lạc bộ mới.
Estrela giành quyền thăng hạng Primeira Liga thông qua play-off ở mùa giải 2022–23 sau khi đánh bại C.S. Marítimo trên chấm phạt đền. Cựu tuyển thủ Pháp Patrice Evra trở thành cổ đông lớn mới.

## Cầu thủ

### Đội hình hiện tại
Tính đến ngày 3 tháng 10 năm 2024
Ghi chú: Quốc kỳ chỉ đội tuyển quốc gia được xác định rõ trong điều lệ tư cách FIFA. Các cầu thủ có thể giữ hơn một quốc tịch ngoài FIFA.
| Số | VT | Quốc gia   | Cầu thủ                                   |
| -- | -- | ---------- | ----------------------------------------- |
| 1  | TM | Bồ Đào Nha | Francisco Meixedo                         |
| 2  | HV | Bồ Đào Nha | Diogo Travassos (cho mượn từ Sporting CP) |
| 3  | HV | Pháp       | Till Cissokho                             |
| 4  | HV | Bồ Đào Nha | Ferro                                     |
| 5  | HV | Mali       | Issiar Dramé                              |
| 6  | TV | Brasil     | Igor Jesus                                |
| 7  | TĐ | Brasil     | André Luiz                                |
| 8  | TV | Brasil     | Daniel Cabral                             |
| 9  | TĐ | Brasil     | Rodrigo Pinho                             |
| 10 | TV | Argentina  | Alan Ruiz                                 |
| 11 | TĐ | Brasil     | Gustavo Henrique                          |
| 13 | HV | Bồ Đào Nha | Miguel Lopes (đội trưởng)                 |
| 17 | TĐ | Bồ Đào Nha | Nani                                      |
| 19 | TV | Bồ Đào Nha | Paulo Moreira                             |
| 20 | HV | Colombia   | Juan Mina (cho mượn từ NY Red Bulls)      |
| 22 | TV | Brasil     | Léo Cordeiro                              |
| 23 | HV | Nga        | Georgi Tunguliyadi                        |
| 25 | TV | Bồ Đào Nha | Nilton Varela                             |

| Số | VT | Quốc gia   | Cầu thủ                          |
| -- | -- | ---------- | -------------------------------- |
| 26 | TV | Argentina  | Leonel Bucca                     |
| 28 | HV | Bồ Đào Nha | Rúben Lima                       |
| 30 | TM | Brasil     | Bruno Brígido                    |
| 31 | HV | Angola     | Eurichano                        |
| 33 | TĐ | Brasil     | Vítor Oliveira                   |
| 37 | TĐ | Brasil     | Petterson (cho mượn từ Flamengo) |
| 38 | TĐ | Brasil     | Caio Santana                     |
| 42 | TV | Angola     | Manuel Keliano                   |
| 44 | HV | Bồ Đào Nha | Tiago Gabriel                    |
| 77 | HV | Bồ Đào Nha | Danilo Veiga                     |
| 88 | TV | Bồ Đào Nha | Mamede                           |
| 89 | TV | Singapore  | Nur Asis                         |
| 93 | TM | Serbia     | Marko Gudžulić                   |
| 97 | TĐ | Cabo Verde | Jovane Cabral                    |
| 98 | TĐ | Bồ Đào Nha | Kikas                            |
| 99 | TĐ | Ai Cập     | Bilal Mazhar                     |
| —  | TV | Bồ Đào Nha | Daniel Carvalho                  |

### Theo hợp đồng
Ghi chú: Quốc kỳ chỉ đội tuyển quốc gia được xác định rõ trong điều lệ tư cách FIFA. Các cầu thủ có thể giữ hơn một quốc tịch ngoài FIFA.
| Số | VT | Quốc gia     | Cầu thủ      |
| -- | -- | ------------ | ------------ |
| 83 | TĐ | Guiné-Bissau | Isnaba Graça |

### Cho mượn
Ghi chú: Quốc kỳ chỉ đội tuyển quốc gia được xác định rõ trong điều lệ tư cách FIFA. Các cầu thủ có thể giữ hơn một quốc tịch ngoài FIFA.
| Số | VT | Quốc gia | Cầu thủ                                         |
| -- | -- | -------- | ----------------------------------------------- |
| 55 | HV | Brasil   | Luan Farias (tại Tondela đến 30/6/2024)         |
| 61 | TĐ | Sénégal  | Alioune Ndour (tại Zorya Luhansk đến 30/6/2024) |
| —  | TĐ | Angola   | Capita (tại Hapoel Jerusalem đến 30/6/2024)     |
| —  | TĐ | Brasil   | Brenner (tại União de Leiria đến 30/6/2024)     |